# Pleopeltis riograndensis
Pleopeltis riograndensis är en stensöteväxtart som först beskrevs av Thomas Leighton Wendt, och fick sitt nu gällande namn av E.G. Andrews och Windham. Pleopeltis riograndensis ingår i släktet Pleopeltis och familjen Polypodiaceae. Inga underarter finns listade.